# 埃萨德·梅库里
埃萨德·梅库里(1916年12月17日生于黑山王国普拉夫，1993年8月6日卒于南斯拉夫科索沃社会主义自治省普里什蒂纳)是一名阿尔巴尼亚族诗人和学者。他是科索沃科学艺术学会首任主席， 并被称为南斯拉夫阿尔巴尼亚语现代诗歌之父。
念完小学后，梅库里在佩奇就读，1936年毕业。之后成为贝尔格莱德大学动物医学系的一员。在那儿他与马克思主义者发生接触，因为政治活动他于1940年被捕。1941年4月大赦时被释放。他在佩奇当兽医，1942年又被意大利军队逮捕，因为被怀疑参加了抵抗运动。获释后，他在1943年加入了游击队，并成为游击队报纸《自由报》的编辑
二战后他继续当兽医，并成为科索沃唯一合法的阿尔巴尼亚语报纸《复兴报》的编辑。1949年他创办了文学杂志《新生活》，并任主编直到1971年。他是科索沃作家协会和科索沃科学艺术学会的首任主席。他还将一些南斯拉夫文学作品（如黑山诗人彼特二世·佩特罗维奇·涅果的作品）翻译为阿尔巴尼亚语 ，并将一些阿尔巴尼亚语作品译成塞尔维亚语。
1. 1 2  Elsie, Robert. . Scarecrow Press. 2004: 118  [28 April 2011]. ISBN 9780810853096. （原始内容存档于2020-09-08）.
2. ↑  . Slovenian Academy of Arts and Sciences. 1988: 353  [1 May 2011]. ISBN 9788671310208.
3. ↑  Elsie, Robert. . I. B. Taurus & Co. 2005: 203. ISBN 1845110315.